# Бабченська сільська рада
| Бабченська сільська рада — орган місцевого самоврядування у Богородчанському районі Івано-Франківської області з адміністративним центром у с. Бабче. Сільській раді підпорядковані населені пункти: - с. Бабче |

## Склад ради
Рада складається з 16 депутатів та голови.

### Керівний склад ради
| ПІБ                     | Основні відомості                                                                          | Дата обрання | Дата звільнення |
| ----------------------- | ------------------------------------------------------------------------------------------ | ------------ | --------------- |
| Андріїв Ігор Васильович | Сільський голова, 1972 року народження, освіта                                             | 26.03.2006   | 31.10.2010      |
| Андріїв Ігор Васильович | Сільський голова, 1972 року народження, освіта вища, член політичної партії 'Наша Україна' | 31.10.2010   |                 |

Примітка: таблиця складена за даними джерела